# Новичина
Нови́чина — село в Україні, у Заболотцівській сільській громаді Золочівського району Львівської області. Населення становить 116 осіб. До 2015 орган місцевого самоврядування - Заболотцівська сільська рада.

## Історія
12 червня 2020 року, відповідно до розпорядження Кабінету Міністрів України № 718-р «Про визначення адміністративних центрів та затвердження територій територіальних громад Львівської області», село увійшло до складу Заболотцівської сільської громади.
19 липня 2020 року, в результаті адміністративно-територіальної реформи та ліквідації Бродівського району, село увійшло до складу новоствореного Золочівського району.